# Sylvie Guillaume

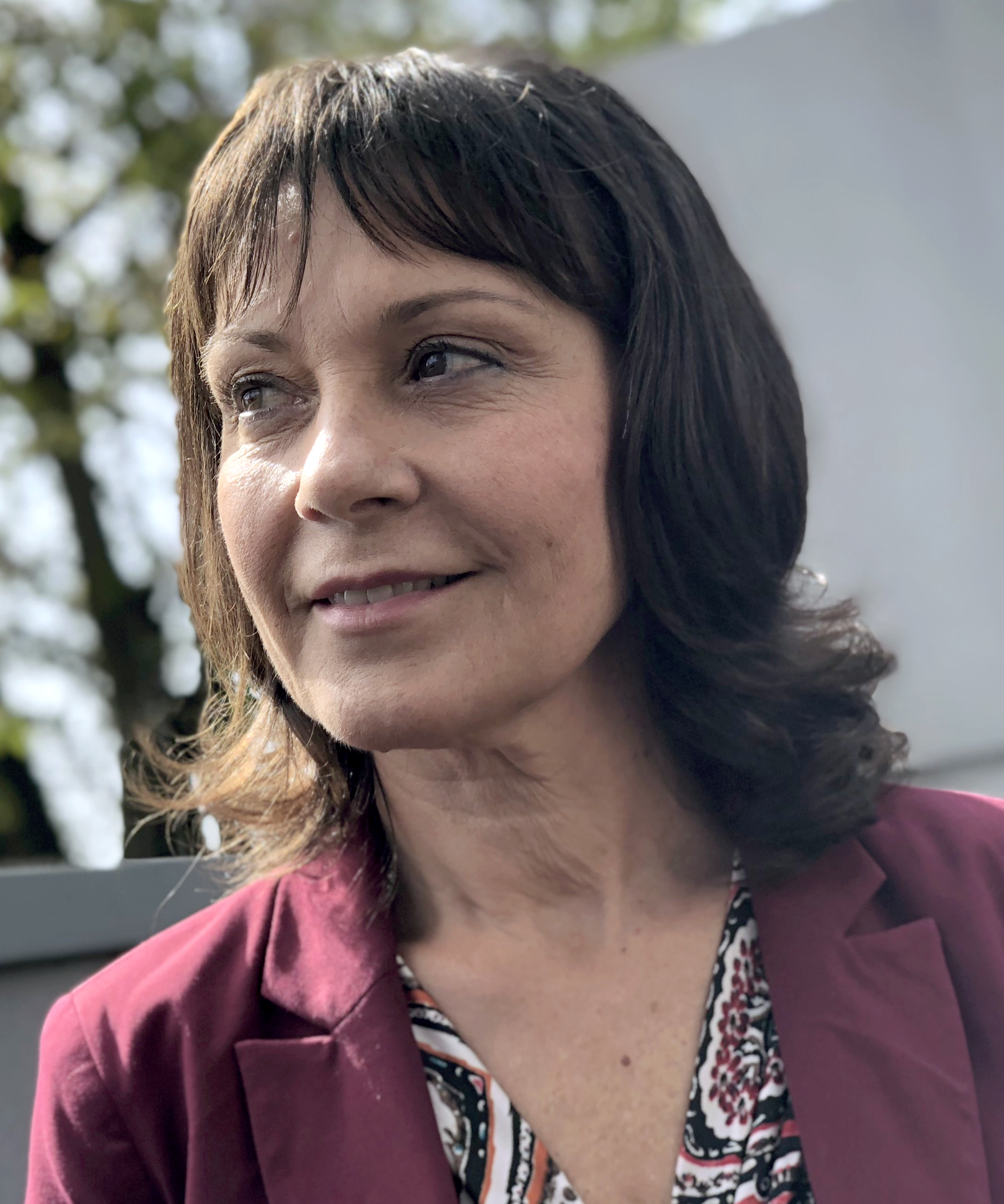
Sylvie Guillaume (2018)

Sylvie Guillaume (* 11. Juni 1962 in Antony, Département Seine) ist eine französische Politikerin der Parti socialiste. Sie ist seit 2009 Mitglied des Europäischen Parlaments, von 2014 bis 2019 war sie dessen Vizepräsidentin.

## Leben
Guillaume hat eine Ausbildung zur Arzthelferin absolviert. Ab 1984 arbeitete sie beim Amt für Gesundheit und Soziales des Départements Rhône. Ab 1987 arbeitete sie als Direktionsassistentin bei der Fédération Léo-Lagrange, einer Vereinigung für soziokulturelle Animation und Bildung.
Sie trat 1988 der Parti socialiste (PS) bei. 1998 wurde sie in den Regionalrat von Rhône-Alpes gewählt, dem sie bis 2009 angehörte. Von 2001 bis 2014 war sie Mitglied des Gemeinderats von Lyon und Stellvertreterin des Bürgermeisters Gérard Collomb.

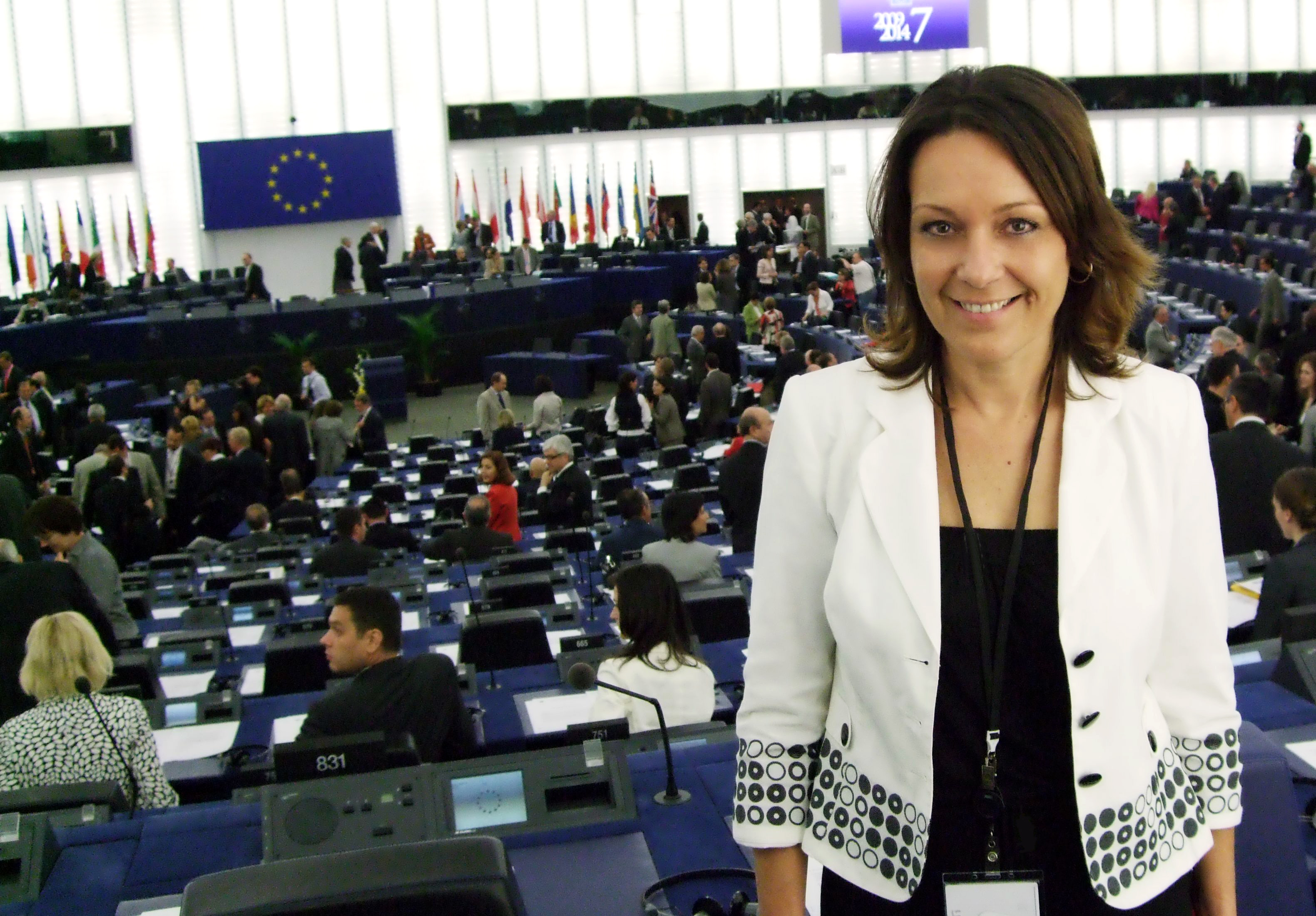
Guillaume im Plenarsaal des EU-Parlaments (2009)

Bei der Europawahl 2009 wurde sie als Listenzweite der PS im Wahlkreis Südostfrankreich in das Europäische Parlament gewählt. Dort gehört sie der Fraktion der Progressiven Allianz der Sozialdemokraten (S&D) an, von 2012 bis 2014 war sie stellvertretende Fraktionsvorsitzende. Seit 2009 ist sie Mitglied im Ausschuss für bürgerliche Freiheiten, Justiz und Inneres an. Nach ihrer Wiederwahl 2014 war sie in der Legislaturperiode bis 2019 Vizepräsidentin des EU-Parlaments. Zudem war sie 2017–18 Mitglied des Sonderausschusses Terrorismus. Bei der Europawahl 2019 wurde sie für eine weitere Legislaturperiode als Europaabgeordnete bestätigt.